# پاوئو ماواشینسکی
پاوئو ماواشینسکی (لهستانی: Paweł Małaszyński؛ زادهٔ ۲۶ ژوئن ۱۹۷۶) بازیگر اهل لهستان است.
او در شچچینک در خانواده‌ای با پیشینۀ نظامی قوی متولد شد. پدرش، میروسلاو، یک نظامی بود. خواهرش، کاتارزینا، در گارد مرزی مشغول به کار شد. او در کشالین زندگی می‌کرد. در سال ۱۹۸۲، زمانی که شش ساله بود، به همراه خانواده‌اش به منطقه پودلاشیا بیاویستوک، به املاک اسلونچنی استوک نقل مکان کرد.
از فیلم‌ها یا برنامه‌های تلویزیونی که وی در آن نقش داشته‌است، می‌توان به کرکس، روزگار خوش، پزشکان، جادوگر، مأموریت افغانستان، صد سال خاندان وینیخ، دهن‌به‌دهن، ماگدا ام.، پیانیست، کاتین، ع چون عشق، نگهبانان کهکشان، جک استرانگ، نامه به بابا نوئل و نامه به بابا نوئل ۲ اشاره کرد.